# 야마다 유토 (2000년)
야마다 유토(일본어: 山田 雄士, 2000년 5월 17일~)는 일본의 축구 선수이다.

## 구단 경력
그는 2019년 J2리그의 가시와 레이솔에 입단했다. 2019년 J2리그 우승으로 J1리그로 승격했다. 2020년에 J리그컵 준우승. 2023년 J2리그의 도치기 SC로 임대 이적했다. 2023년 8월 가시와 레이솔로 복귀했다.